# Editorial Planeta
A Editorial Planeta é uma editora de livros fundada em Barcelona em 1949. Faz parte do Grupo Planeta, um dos maiores grupos editoriais do mundo, e já publicou ao redor de seis mil títulos pertencentes a mais de 1500 escritores, a maioria deles autores em língua espanhola.
A cada ano, a empresa outorga o Prémio Planeta, o Prêmio de Novela Fernando Lara, o Prêmio Azorín, o Premi de les Lletres Catalanes Ramon Llull e o Premi Série Negra.
A Editorial Planeta publica enciclopédias em quase toda a América Latina, e é a responsável pela publicação da Enciclopédia Barsa no Brasil desde 2000. No Brasil, o Grupo Planeta possui filiais em São Paulo, Curitiba, Goiânia, Florianópolis e Belo Horizonte, entre outras cidades. No primeiro semestre de 2007 esteve envolvida com a polêmica em torno da publicação de uma biografia não-autorizada do cantor e compositor Roberto Carlos.
Em Portugal, a Editorial Planeta foi fundada em fevereiro de 2009, marcando assim o regresso a Portugal do Grupo Planeta, depois de ter vendido em 2007 a chancela Publicações Dom Quixote ao Grupo LeYa.